# Utsjoki
Utsjoki este o comună din Finlanda.